# Filterlüfter
Filterlüfter bestehen aus der Kombination eines Lüfters (Ventilators) und eines Staubfilters (Luftfilter). Sie werden zu Kühlung von Gehäusen mit elektronischen Komponenten, insbesondere zu Kühlung von Schaltschränken eingesetzt. 
Bei höheren Anforderungen an die Sauberkeit im Schaltschrankinneren und Einsatz bei hohen Umgebungstemperaturen und verschmutzter Umgebungsluft werden statt der Filterlüfter Kühlaggregate eingesetzt, bei denen kein Luftaustausch zwischen Schaltschrankinnerem und Umgebung stattfindet.

## Funktionsweise
Filterlüfter werden verwendet, wenn die passive Schaltschrankkühlung nicht ausreicht, um die gewünschte Innentemperatur zu halten. Voraussetzung für ihren Einsatz ist, dass die Schaltschrank-Umgebung relativ sauber ist und dass die Umgebungstemperatur unter der gewünschten Schrank-Innentemperatur liegt. Die kühle Umgebungsluft wird vom Ventilator angesaugt, über eine Filtermatte gereinigt und in den Gehäuseinnenraum geführt. Die Luft nimmt die Wärme der im Schrank installierten Komponenten auf, erwärmt sich und verlässt dann den Schrank über eine Auslassöffnung.
Die Kühlung mit Filterlüfter stößt an ihre Grenzen, wenn entweder die abzuführende Wärmemenge zu hoch ist, die Umgebungstemperatur nicht genügend unter der Innentemperatur liegt, oder wenn die Schutzart keine Öffnungen im Schaltschrank erlaubt.

## Eigenschaften
- Die Filterlüfter werden standardmäßig in den Schutzarten (nach IEC 60529) IP 43 oder IP 54 angeboten. Die höhere Schutzart IP 55 wird durch die Verwendung von Faltenfiltermatten erreicht; IP 56 wird durch spezielle Strahlwasserhaube und Feinfiltermatte erreicht.

- Zu Minderung von Lüftergeräuschen können die Filterlüfter mit einer Temperaturregelung ausgestattet werden. Bei niedriger Umgebungstemperatur oder bei geringer Wärmeentwicklung im Schrank wird dann die Lüfterdrehzahl reduziert.

- Die Luftleistungen der Ventilatoren liegen typischerweise zwischen 20 m3/h bis 700 m3/h.

- Filterlüfter werden bei Verlustleistungen typischerweise zwischen einigen Hundert Watt und einigen Kilowatt im Schaltschrank eingesetzt.

- Eine EMV-Schirmung (siehe Elektromagnetische Verträglichkeit) ist möglich und wird durch eine metallische Schicht am Filterlüftergehäuse und einen speziellen Dichtungsrahmen realisiert.

- Durch einen Clipmechanismus ist eine schnelle Montage des Filterlüfters ohne Schraubverbindung möglich sowie ein einfaches Wechseln des Staubfilters.

## Einbau blasend oder saugend

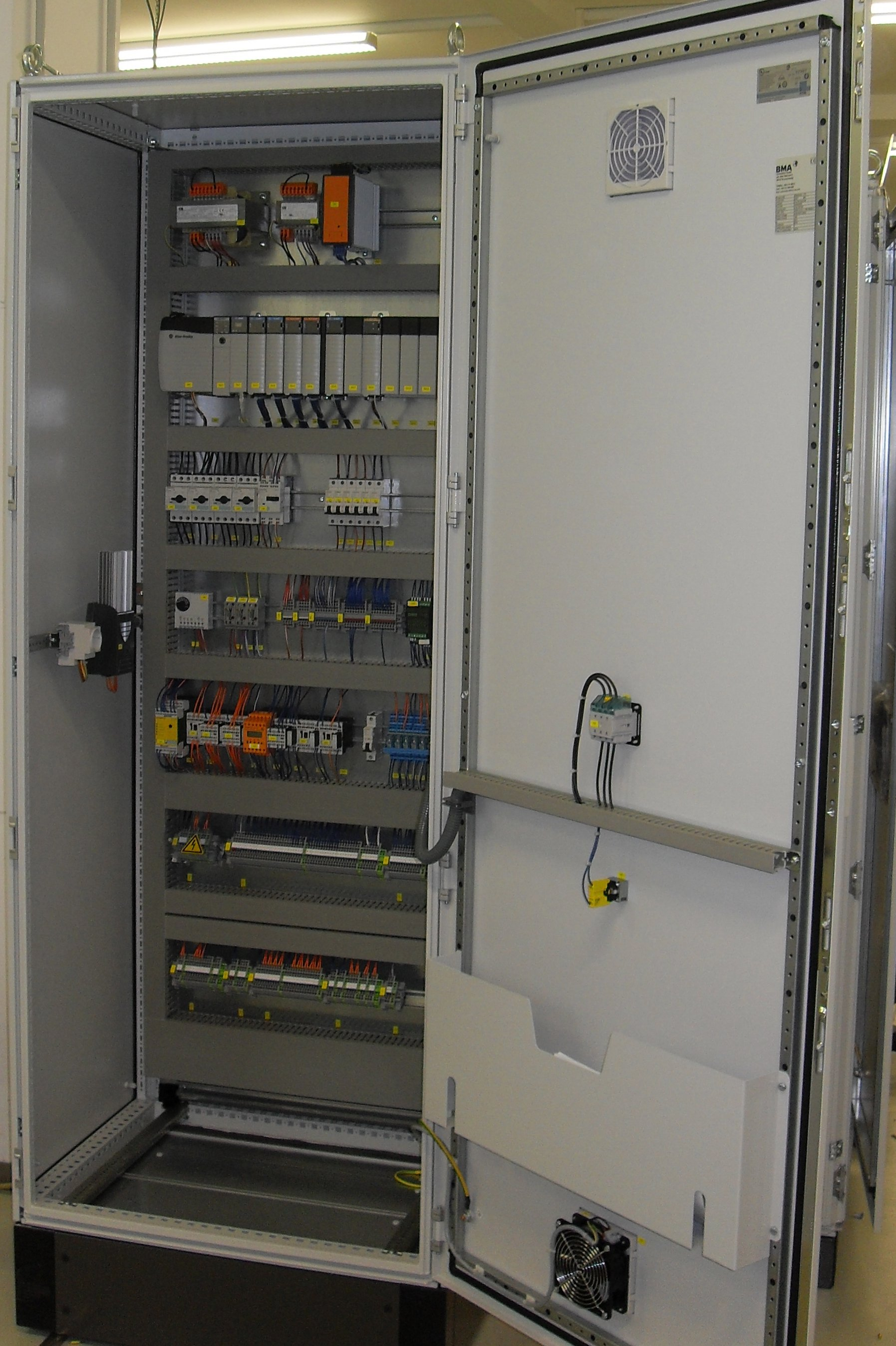
Schaltschrank mit saugend angeordneten Filterlüfter (unten in der Tür)

In den meisten Fällen werden die Filterlüfter so eingebaut, dass sie die Außenluft in den Schaltschrank hineinblasen. Dadurch wird im Schaltschrank Überdruck erzeugt und der Eintritt von ungefilterter Umgebungsluft wird verhindert.
Die Filterlüfter können aber auch umgedreht eingebaut werden, so dass sie die warme Luft aus dem Schaltschrank saugen. Im Schrank entsteht dann ein Unterdruck und durch Undichtigkeiten kann ungefilterte 'Falschluft' angesaugt werden.
Häufig werden Schaltschränke auch mit einem sog. Dachlüfter ausgestattet (so genannt, weil er im Dach des Schaltschrankes integriert ist). Der Dachlüfter saugt die warme Abluft aus dem Schaltschrank und gibt sie an die Umgebung ab. Bei den Dachlüftern handelt es sich in der Regel nicht um Filterlüfter. Der Staubfilter befindet sich getrennt vom Lüfter in einer Lufteintrittsöffnung im unteren Teil des Schrankes.

## Dimensionierung
Der erforderliche Volumenstrom eines Filterlüfters ist abhängig von der Verlustleistung der im Gehäuse eingebauten Komponenten und von der Differenz zwischen der maximal zulässiger Innen- und Außentemperatur. Die Berechnung erfolgt nach der folgenden Formel:
{\displaystyle V={\frac {P_{v}}{c_{p}\cdot \rho \cdot (T_{i}-T_{u})}}}
{\displaystyle V}:  Volumenstrom (in m3/s)
{\displaystyle c_{p}}: spezifische Wärmekapazität der Luft (in J/kg*K)
{\displaystyle \rho }: Luftdichte (in kg/m3)
{\displaystyle P_{v}}:  installierte Gesamtverlustleistung (in Watt)
{\displaystyle T_{i}}:  maximal zulässige Gehäuseinnentemperatur (in °C)
{\displaystyle T_{u}}:  maximal zulässige Umgebungstemperatur (in °C)

### Beispiel 1
{\displaystyle P_{v}}: 500 W
{\displaystyle T_{i}}: 40 °C
{\displaystyle T_{u}}: 20 °C
{\displaystyle V={\frac {500W}{1005{\mathrm {\frac {J}{kg\cdot K}} }\cdot 1,2041{\mathrm {\frac {kg}{m^{3}}} }\cdot (40^{\circ }C-20^{\circ }C)}}=0,021{\frac {m^{3}}{s}}=74,4{\frac {m^{3}}{h}}}

### Beispiel 2
{\displaystyle P_{v}}: 500 W
{\displaystyle T_{i}}: 40 °C
{\displaystyle T_{u}}: 30 °C
{\displaystyle V={\frac {500W}{1005{\mathrm {\frac {J}{kg\cdot K}} }\cdot 1,2041{\mathrm {\frac {kg}{m^{3}}} }\cdot (40^{\circ }C-30^{\circ }C)}}=0,041{\frac {m^{3}}{s}}=148,7{\frac {m^{3}}{h}}}

## Dimensionierung über Luftkonstante
Für die vereinfachte Berechnung des Luftvolumenstromes gilt:
{\displaystyle V=f\cdot {\frac {P_{v}}{T_{i}-T_{u}}}}
{\displaystyle V}:  Volumenstrom (in m3/s)
{\displaystyle f}: Luftkonstante (in m3K/Wh)
{\displaystyle P_{v}}:  installierte Gesamtverlustleistung (in Watt)
{\displaystyle T_{i}}:  maximal zulässige Gehäuseinnentemperatur (in °C)
{\displaystyle T_{u}}:  maximal zulässige Umgebungstemperatur (in °C)
Der erforderliche Volumenstrom kann auch durch Kombination mehrerer Filterlüfter erzielt werden.
| Höhe über Meeresniveau [m] | Luftkonstante [m3K/Wh] |
| -------------------------- | ---------------------- |
| 0 bis 100                  | 3,1                    |
| 100 bis 250                | 3,2                    |
| 250 bis 500                | 3,3                    |
| 500 bis 750                | 3,4                    |
| 750 bis 1000               | 3,5                    |
| 1000 bis 1250              | 3,6                    |
| 1250 bis 1500              | 3,8                    |
| 1500 bis 2000              | 4,1                    |

### Beispiel 1
Höhe: 80 m NHN

{\displaystyle P_{v}}: 500 W
{\displaystyle T_{i}}: 40 °C
{\displaystyle T_{u}}: 30 °C
{\displaystyle V=3,1{\mathrm {\frac {m^{3}\cdot K}{W\cdot h}} }\cdot {\frac {500W}{40^{\circ }C-30^{\circ }C}}=155{\frac {m^{3}}{h}}}

### Beispiel 2
Höhe: 1580 m NHN

{\displaystyle P_{v}}: 500 W
{\displaystyle T_{i}}: 40 °C
{\displaystyle T_{u}}: 30 °C
{\displaystyle V=4,1{\mathrm {\frac {m^{3}\cdot K}{W\cdot h}} }\cdot {\frac {500W}{40^{\circ }C-30^{\circ }C}}=205{\frac {m^{3}}{h}}}

## Wartung
Die Filtermatte im Filterlüfter verschmutzt und muss regelmäßig ausgetauscht werden.